# Dimancheville
Dimancheville is een gemeente in het Franse departement Loiret (regio Centre-Val de Loire) en telt 101 inwoners (2009). De plaats maakt deel uit van het arrondissement Pithiviers.

## Geografie
De oppervlakte van Dimancheville bedraagt 2,3 km², de bevolkingsdichtheid is dus 43,9 inwoners per km².
De onderstaande kaart toont de ligging van Dimancheville met de belangrijkste infrastructuur en aangrenzende gemeenten.

## Demografie
Onderstaande figuur toont het verloop van het inwonertal (bron: INSEE-tellingen).